# Conchi Arnal Claro
Conchi Arnal Claro (Tánger, 1950) es una de las pioneras en formación en autodefensa feminista en España y especialmente en Aragón. En 2018, el Ayuntamiento de Zaragoza le nombró hija adoptiva de las fiestas de los Pilares por su trayectoria.

## Biografía
Nació en Tánger en 1950, pero pronto su familia se trasladó a Madrid primero y luego a Alemania donde residió hasta los 22 años (1972). En Alemania comenzó a practicar yudo. A su vuelta a España, decidió incorporarse al Frente Feminista de Zaragoza.
Durante 2 años (1988 -1989) se formó en artes marciales con perspectiva feminista para ser formadora en autodefensa para mujeres en Holanda, en Oisterwijk (Maweli) y en Valkenburg (Feminist International Summer Training) gracias al apoyo del Frente Feminista. En 1988 comenzó a dar sus primeros talleres en Aragón. Comenzó dando clases de autodefensa en una capilla convertida en gimnasio en la calle San Vicente de Paúl de Zaragoza. Por iniciativa del Frente Feminista de Zaragoza, y desde diciembre de 1988, cuatro días a la semana, durante una hora, un grupo de 120 mujeres aprendían tácticas de autodefensa física ante agresiones y adquirían seguridad en ellas mismas, compartiendo experiencias y reflexionando juntas acerca de cómo ser más libres y más fuertes. Arnal fue una de las primeras formadoras de autodefensa para mujeres, o autodefensa feminista, en España.
Propuso la creación de un colectivo de lesbianas dentro del Frente Feminista de Zaragoza y luchó por la reforma del Código Penal en casos de violación, por el aborto o el divorcio.
Como profesora de gimnasia, activista feminista y defensora de los derechos de las mujeres, ha contribuido al empoderamiento de las mujeres durante 40 años. Ha dado numerosos cursos a mujeres, a niñas y formó a mujeres de diferentes colectivos de España, como Towanda en Zaragoza o Las Walkirias de Madrid.
En 2018, el Ayuntamiento de Zaragoza le nombró hija adoptiva de las fiestas de los Pilares por su trayectoria. Sigue activa luchando para defender los derechos de las mujeres.

## Premios y reconocimientos
- 2018 Medalla de Oro en las fiestas de los Pilares.[11]
- 2021 La Muestra Internacional de Cine LGTBIQ Zinentiendo rinde tributo a los referentes de la lucha por la diversidad en Aragón en su XVI edición, bajo el lema 'Por lo que fuisteis, seremos'.[12]